# Любарка (Коростенський район)
Лю́барка — село в Україні, у Народицькій селищній територіальній громаді Коростенського району Житомирської області.

## Історія

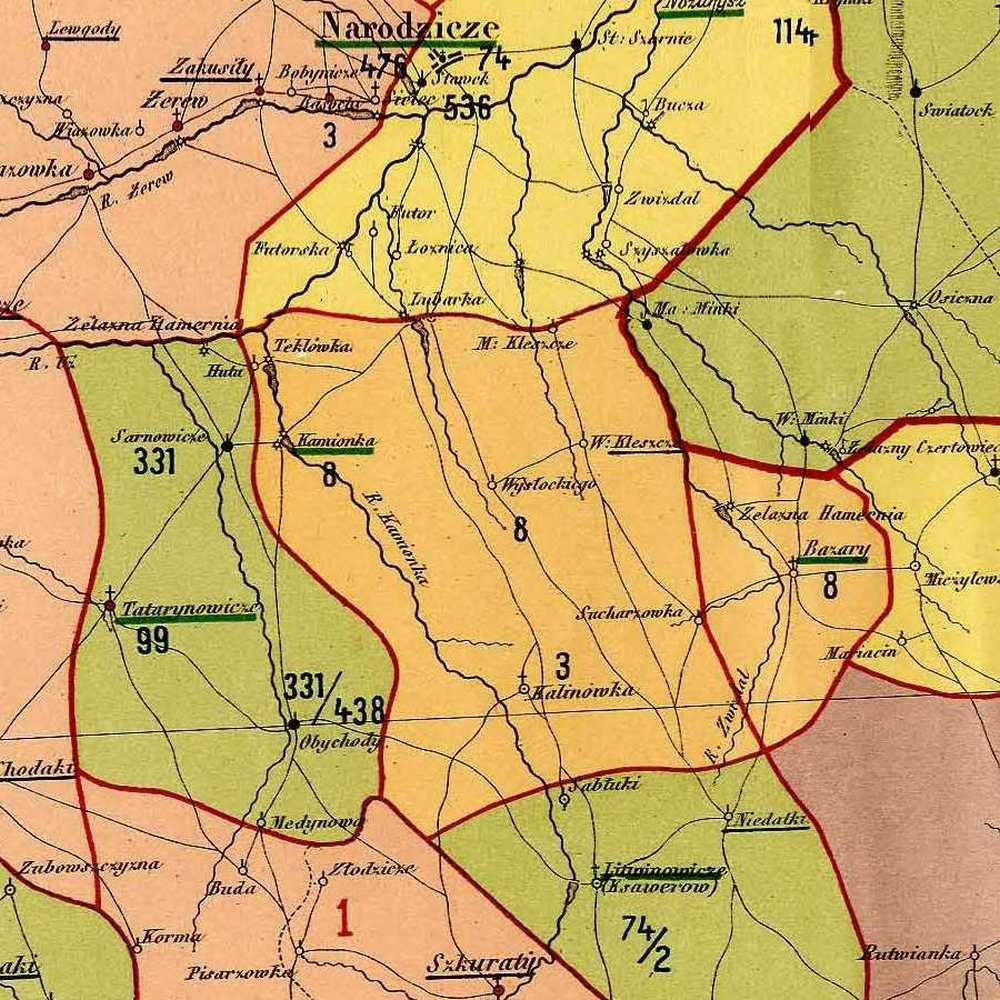
Атлас «Землі Руські» Речі Посполитої періоду XVI—XVII століть.

- 1694 рік — вперше село згадується в письмових документах.[1]
- 1694 рік — село Любарка упоминается въ актѣ отъ 1694 года 2 августа, — въ жалобѣ от имени Овручской іезуитской коллегіи на козацкаго полковника Ярему Гладкаго — о томъ, что козаки полка его собрали отъ крестьянъ въ іезуитскихъ имѣніяхъ, въ томъ числѣ и въ селѣ Любаркѣ, контрибуцію и причиняли в нихъ крестянамъ побои, а ихъ женамъ насиліе.[2]
- XVI-XVII століття — це поселення позначене в атласі «Землі Руські» Речі Посполитої періоду XVI—XVII століть, як ………………………….. з назвою — «Lubarka» (польск.).[3]
- поч. XIX століття — на базі місцевих болотних руд було налагоджено залізорудне виробництво.[1]
- XIX століття — католики села Любарка належали до парафії (релігійної громади) костьолу Св. Теклі (містечко Народичі), Овруцького деканату, Луцько-Житомирської римо-католицької духовної консисторії.[4]
- 1846-63 роки — в селі Любарка стояв господський (панський) двір.[5]
- 1859 рік — «Любарка» — дєрєвня поміщицька. Перебуває в межах Овручського повіту (уѣзда) Волинської губернії. Відноситься до 1 стану. Знаходиться при річці «Лозница», на відстані від повітового міста — 35 верст, від стану — 15 верст.

Має 45 дворів де проживає: — чоловіків — 130, — жінок — 140, — всього жителів — 270.
- 1860 рік — «деревня Любарка» знаходиться при річці «Лознице». Православна громада дєрєвни приписана до Калинівського Покровського приходу.

```
Число прихожан: 
- чоловічої статі - 126, 
- жіночої статі - 144, 
- всього - 270 прихожан. 
Всі прихожани племені древлянського. Прихожани належать до:
- відомства поміщицького: чоловічої статі - 123, жіночої статі - 134;
- дворяни: чоловічої статі - 2, жіночої статі - 1;
- відомства військового: чоловічої статі - 1, жіночої статі - 9.
[
7
]
```

- 1866 рік — «Любарка» — дєрєвня приватного володіння. Знаходиться при притоці «Лозници», на відстані від повітового міста — 45 верст, від стану — 15 верст. Дєрєвня має водяну мельницю.

```
Має 47 дворів де проживає: 
- чоловіків - 170, 
- жінок - 166, 
- всього жителів - 336. 
Зокрема: 
- православних: чоловіків - 155, жінок - 156;
- римо-католиків: чоловіків - 10, жінок - 6;
- євреїв: чоловіків - 5, жінок - 4.
[
8
]
```

- 1885 рік — «Любарка» — село колишнє власницьке Базарської волості Овручського повіту (уѣзда) Волинської губернії. При струмку «Лозницѣ». В селі стоять православна церква та заїжджий двір.

```
Має 41 двір, де проживає 387 жителів.
[
9
]
```

- 1888 рік — с. Любарка при рч. Лозницѣ, волости Базарской, отъ Житомира 117 в., отъ Овруча 40 вер., отъ ближ. железной дор. ст. Кіева 138 вер., отъ ближ. пошт. ст. Овруча 40 вер., отъ ближ. прих. с. Калиновки 7 в., м. Народичъ 12 в., с. Обиходовъ 12 в., и с. Закусиловъ 14 в. Приход 7 кл. Церковь во имя Рождества Пресв. Богородицы. Построена въ 1874 г. на средства крестьянъ Лукіяна Косарчука при пособіи прочихъ прихожанъ. Деревянная, на каменном фунд., съ такою же колоколнею, крыта желѣзомъ и окрашена внутри и снаружи масляною краскою. До 1883 г. церковь эта считалась приписною къ Покровскому приходу с. Калиновки. По Указу Св. Синода отъ 17 декабря 1882 г. За № 5379, церковь эта объявлена была самостоятельною. Есть церк. приходская школа; помѣщ. въ крест. домѣ. Деревни прихода: Лозница 5 в., Анновка 9 в. и Клещевская Буда въ 10 в. Дворовъ 162 1/4, прихож. 1302 д. об.п. Свящ. Никифоръ Шеметило (съ 1887 г.) и псал. Андрей Ев. Поляновскій (съ 1883 г.).[2]
- 1906 рік — село «Любарка» перебуває в межах Базарської волості.

```
Має 107 дворів, де проживає 750 жителів чоловічої та жіночої статі. 
```

Відноситься до 1 стану. Поштова адреса — «г. Овручъ».
- на 1 грудня 1910 року село «Любарка» перебуває в межах Овручського повіту (уѣзда) Базарської волості.

```
Має 148 дворів, де проживає 839 жителів чоловічої та жіночої статі. 
```

Найближчі станції: залізнична — «Малинъ» — 36 верст; поштова — «Базаръ» — 16 верст; телеграфна — «Малинъ» — 38 верст.
- 1913 рік — в «с. Любарка» найбагатші землевласники володіли землями[12]:

```
- "Барсученко Іеронимъ Петр." мав 425 д. землі.
- "Барсученко Григ. Петр." - 285 д. землі.
- "Медына Фед. Мих." - 123 д. землі.
- "Захарьяшевичъ Як. Конст." - 112 д. землі.
- "Ройтъ Ол. Конст." - 102 д. землі.
```

- січень 1918 рік — в с. Любарка встановлено радянську окупацію.[1]
- 1921-1922 роки — 11-й полк під командуванням Г. І. Котовського брав участь у бойових діях із загоном бійців армії УНР під командуванням Юрія Тютюнника.
- 1928 рік — засновані сільська партійна комуністична організація та комсомольська організація.[1]
- 1933 рік — в селі Любарка за даними сільради вмерло від голоду 43 чоловіка.[13]
- 1939 рік — орденом Леніна нагороджений директор школи П. І. Крижанівський.[1]
- 1941 рік — село Любарка перебуває в межах Базарського району.

```
Має 168 дворів де проживає 677 мешканців. 
З них:
- чоловічої статі - 286,
- жіночої статі - 391.
[
14
]
```

- 22 серпня 1941 рік — село Любарка окуповане фашистськими окупантами.[15]
- 1942-1943 роки — під час окупації села Любарка:

```
- вигнано на каторжні роботи в Німеччину - 53 чоловіки,
- розстріляно - 1 чоловік,
- діяло партизанське з'єднання під керівництвом тов.В.Ковпака.
[
15
]
```

- 16 листопада 1943 рік — село Любарка визволене Червоною Армією.[15]
- 1941-1945 роки — На фронтах нацистсько-радянської війни в боях за Батьківщину брали участь 132 чоловіка, з них 90 загинули.[1]
- 1943 рік — над селом у повітряному бою загинув льотчик-винищувач комуніст І. М. Поляков, уродженець м. Вольська Саратовської області. Відважному льотчику, який таранив ворожий літак, присвоєно звання Героя Радянського Союзу (посмертно). На місті загибелі героя у 1967 році встановлено обеліск.[1]
- 05.02.1965 Указом Президії Верховної Ради Української РСР передано Любарську, Малокліщівську та Маломіньківську сільради Малинського району до складу Овруцького району.[16]
- * 1972 рік — с. Любарка перебуває в межах Народицького району. Любарка — село, центр сільської Ради. Розташована на березі річки Лозниці (притока Ужа), за 16 км ра південь від районного центру. До найближчої залізничної станції Овруч — 40 км. Через село пролягає автошлях Народичі-Малин-Київ. Любарській сільській Раді підпорядковані села Батьківщина, Ганнівка, Гута Ксаверівська, Журавлинка, Лозниця, Роги, Розсохівське, Рудня-Каменка, Северівка. На території Любарки міститься центральна садиба колгоспу ім. Богдана Хмельницького, за яким закріплено 2864 га земельних угідь, у тому числі 1859 га орної землі, 2117 га лісу. Господарство мя'со-молочного напрямку, вирощує також льон, картоплю. Колгосп має пилораму, два млини, льонопункт, ремонтні майстерні для сільськогосподарських машин, рибний ставок з водним дзеркалом 17 га, птахоферму. На території сільської Ради розташована міжколгоспна Розсохівська ГЕС. За трудові успіхи орденами і медалями СРСР нагороджено 101 чоловіка, у тому числі орденом Трудового Червоного прапора В. П. Зайця — голову сільської Ради, Г. В. Барсук — доярку, Г. О. Кошечка — колишнього голову колгоспу та О. О. Пікуль — трактористку. У селі є восьмирічна школа, 12 учителів якої навчають 115 учнів. Є клуб на 250 місць, дві бібліотеки з книжковим фондом 14 тис. примірників, фельдшерсько-акушерський пункт поштове відділення, АТС, побут комбінат, два магазини. Партійна організація об'єднує 37 комуністів, комсомольська — 50 комсомольців.

```
с.Любарка має: 
- дворів – 179,
- населення – 506 чоловік. 
```

- 23 липня 1991 року постановою Кабінету міністрів України село Любарка було внесене до переліку населених пунктів, що підлягають обов'язковому відселенню внаслідок радіоактивного забруднення після аварії на Чорнобильській АЕС.[17]
- до 1996 року орган місцевого самоврядування - Любарська сільська рада.

До 24 травня 2007 року село входило до складу Розсохівської сільської ради Народицького району Житомирської області.

## Відомі люди
- Барсук Володимир Олексійович (нар. 1939) — кандидат наук, лауреат Шевченківської премії.
- Білоцький Анатолій Овксентійович (1908—1968) — бандурист, архітектор.

## Галерея

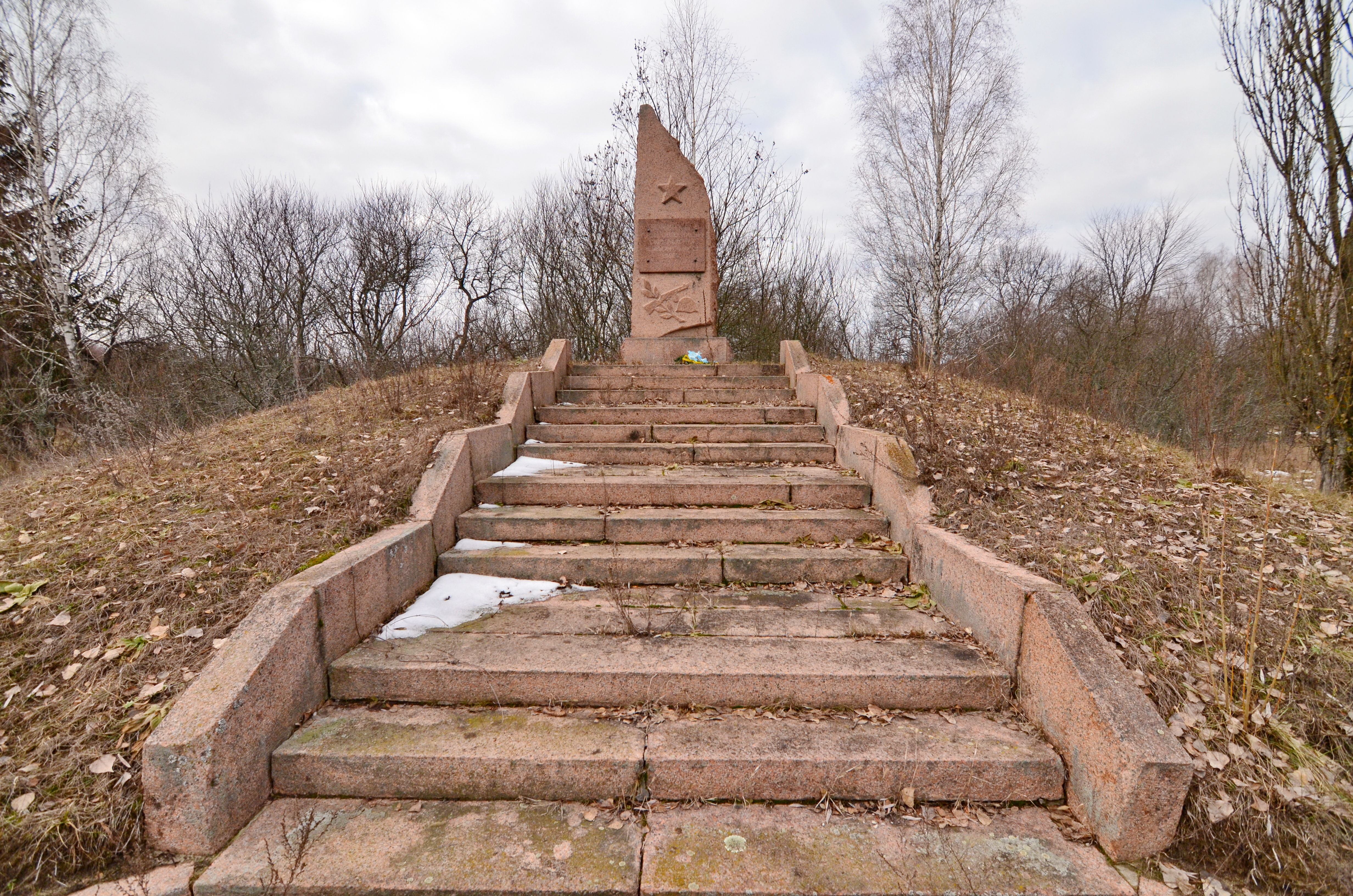
Пам'ятник воїнам-односельчанам
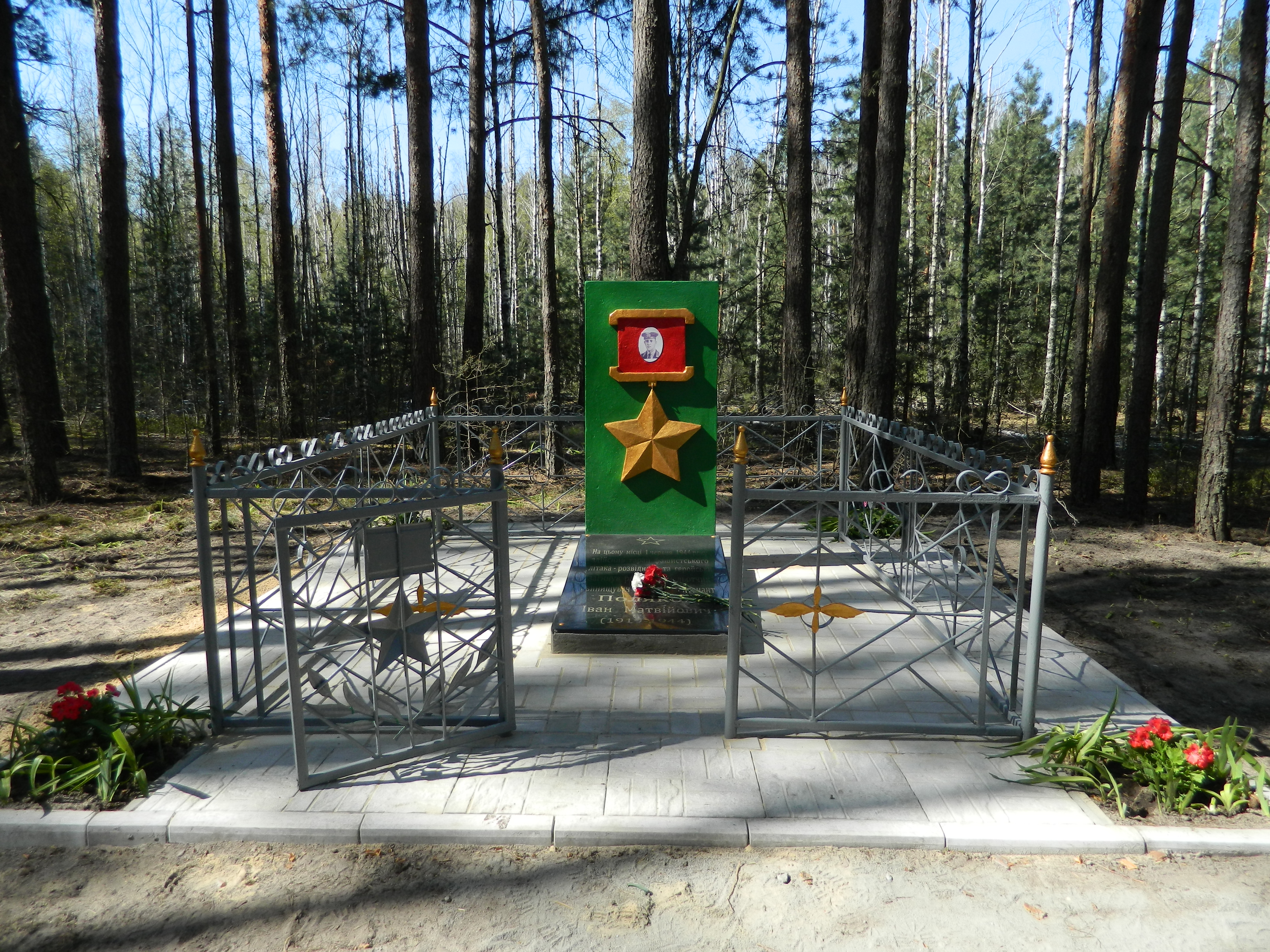
Могила Героя Радянського Союзу І.М. Полякова